# William Haile (New Hampshirepolitiker)
William Haile, född i maj 1807 i Putney i Vermont, död 22 juli 1876 i Keene i New Hampshire, var en amerikansk politiker. Han var republikan som New Hampshires guvernör 1857–1859, men hade tidigare varit demokrat.
Haile efterträdde 1857 Ralph Metcalf som guvernör och efterträddes 1859 av Ichabod Goodwin.